# Aménageur d'espace intérieur
 (septembre 2024).
Si vous disposez d'ouvrages ou d'articles de référence ou si vous connaissez des sites web de qualité traitant du thème abordé ici, merci de compléter l'article en donnant les références utiles à sa vérifiabilité et en les liant à la section « Notes et références ».
L'aménageur d'espace intérieur, aussi appelé architecte d'intérieur ou designer d'environnement[source secondaire nécessaire], est un métier consistant en la fabrique et l'installation des éléments de décoration ou d’aménagement mobilier d’un espace intérieur (cuisines, salles de bains, bureaux, magasins, structures pour le secteur hôtelier, restauration, café, des immeubles d’habitation). 
L'aménageur d'espace intérieur utilise généralement des matériaux contemporains (panneaux de bois préfabriqués, matières synthétiques ou plaques de plâtre). Il monte et assemble également les cloisons, les revêtements de sol et les plafonds utilisés pour les travaux de finition, d’isolation ou de décoration. Les différents éléments mobiliers (éléments de magasins, de bureaux, de cuisine…) sont en général fabriqués en atelier et montés sur le chantier.
En France, ce métier est accessible en suivant un BTS Étude et réalisation d'agencement.

## Conditions générales d'exercice de la profession
Cette profession s'exerce généralement à l’intérieur, en équipe ou de manière individuelle. L'aménageur d'espace intérieur effectue de nombreux déplacements, il peut être amené à manipuler des charges assez lourdes. 
Les horaires de travail sont généralement réguliers mais peuvent être modifiés si besoin est. L’aménagement intérieur des magasins peut entraîner des prestations le week-end ou en soirée. Cette profession demande un strict respect des normes de sécurité.